# 大卫·埃默斯遇刺事件
2021年10月15日，英國保守黨政治家兼西紹森德國會議員大卫·埃默斯爵士在英格蘭艾塞克斯郡滨海利的貝爾菲斯特衛理公會教堂大廳（Belfairs Methodist Church Hall）舉行政治診療室時被多次刺傷而致死。一名25歲的英國男性公民因涉嫌謀殺在現場被捕。這起刺傷事件正在被調查，可能由伊斯蘭極端主義驅動的恐怖事件。

## 事件背景

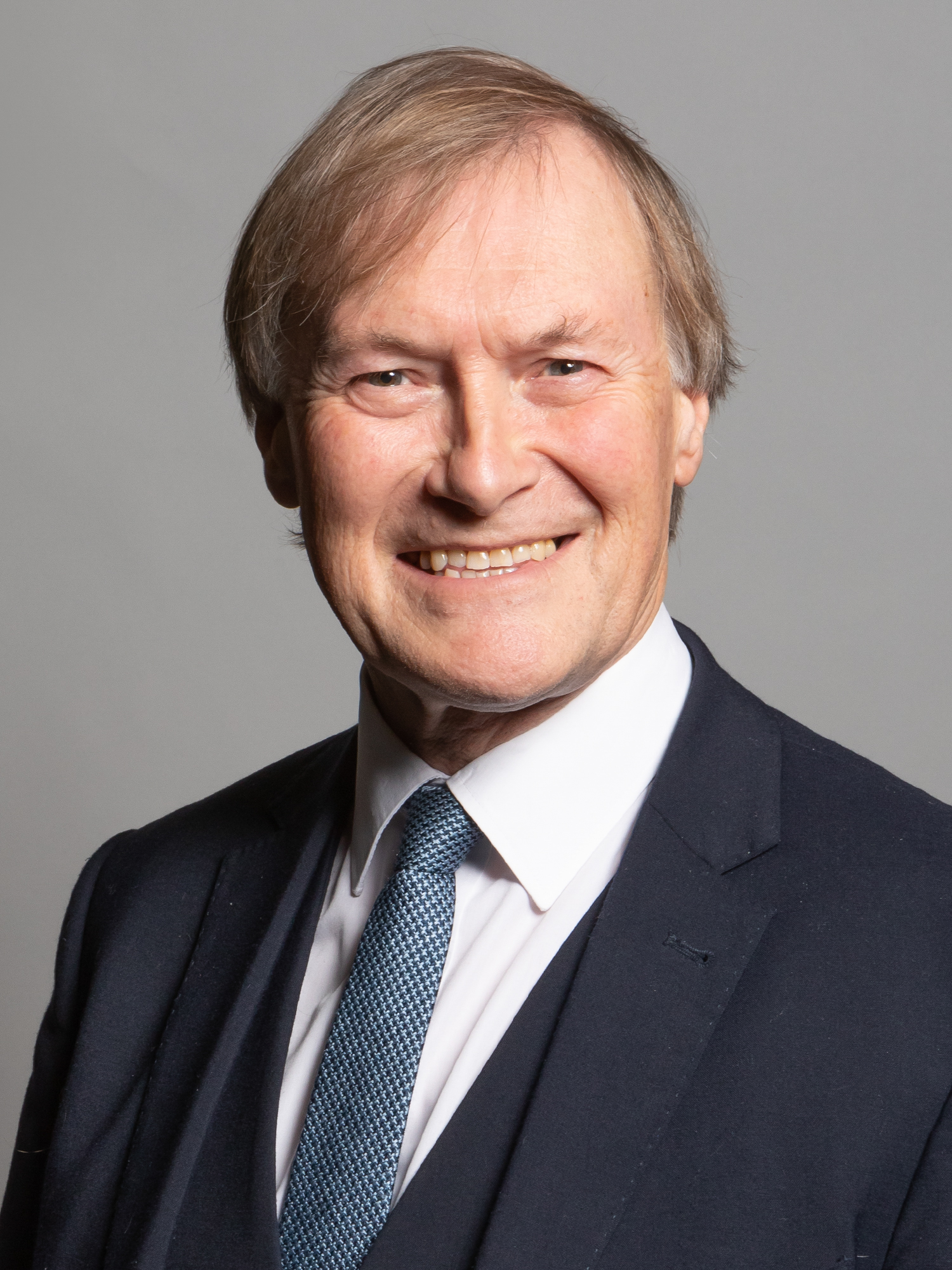
大衛·埃默斯（攝於2020年）

大衛·埃默斯是一位拥有長期从政经验的政治家，他於1983年作為巴西爾登議員而進入英國國會。儘管他沒有擔任過任何高級職位，但是尼克·佩頓·沃爾什形容他是被保守黨“立即認可的”成員；並且大衛·埃默斯因為其政治和公共服務被被封為騎士爵位。他是一位虔誠的天主教徒和社會保守派政治家，他反對墮胎、支持死刑並讚同英國脫歐；但相對應的是，他在某些問題上也持有不同尋常的自由派政治觀點，最顯著的就是支持加強動物福利和禁止獵狐。 他還支持一項將城市地位授予濱海紹森德的運動。
在2016年發生國會議員喬·柯克斯在前往參加政治診療室的路上被謀殺後，大衛·埃默斯在其於2020年出版的自傳中寫道，對類似襲擊的恐懼“反而破壞了人民公開會見由他們所選舉政治家的偉大傳統”，並且他也提及了自己曾遇到的騷擾和在家中的不安全感。